# Team Kawasaki
Team Kawasaki är ett japanskt MotoGP-stall med John Hopkins och Anthony West som förare. Stallet har funnits med ganska många år men har aldrig rönt några större framgångar.

## Historia
Kawasaki dök upp när MotoGP bildades med fyrtaktsmotorer. Inga framgångar kom alls de första åren, men en uppåtgående trend har märkts. Framförallt under 2007, då Randy de Puniet tog stallet till en andraplts i hemmaloppet i Japan.